# Константинов, Тихон Антонович
Тихон Антонович Константинов (рум. Tihon Konstantinov; 13 августа (1 августа) 1898, с. Хорошее Славяносербского уезда,
Екатеринославской губернии — 20 января 1957, Кишинёв) — партийный и государственный деятель Молдавской Автономной Советской Социалистической Республики и Молдавской ССР.

## Биография
Член ВКП(б) с 1924 года.
С июля 1938 по 7 июня 1940 — председатель Президиума Верховного Совета Молдавской АССР.
После присоединения Бессарабии и Северной Буковины к СССР, с 3 июля 1940 года — председатель кишиневского уездного исполнительного комитета совета депутатов трудящихся.
С августа 1940 по 10 февраля 1941 — на посту председателя Совета народных комиссаров Молдавской АССР. В связи с образованием Молдавской Советской Социалистической Республики до июля 1945 — председатель СНК Молдавской ССР.
С марта по июль 1945 входил в состав Бюро ЦК ВКП(б) по Молдавии.
Избирался депутатом Верховного Совета СССР 1 созыва
С 18 июня 1938 по 25 января 1949 избирался кандидатом в члены ЦК КП(б) Украины.

## Награды
- орден Ленина (07.02.1939) — за выдающиеся успехи в сельском хозяйстве, и в особенности за перевыполнение планов основных сельскохозяйственных работ